# Ocell no volador

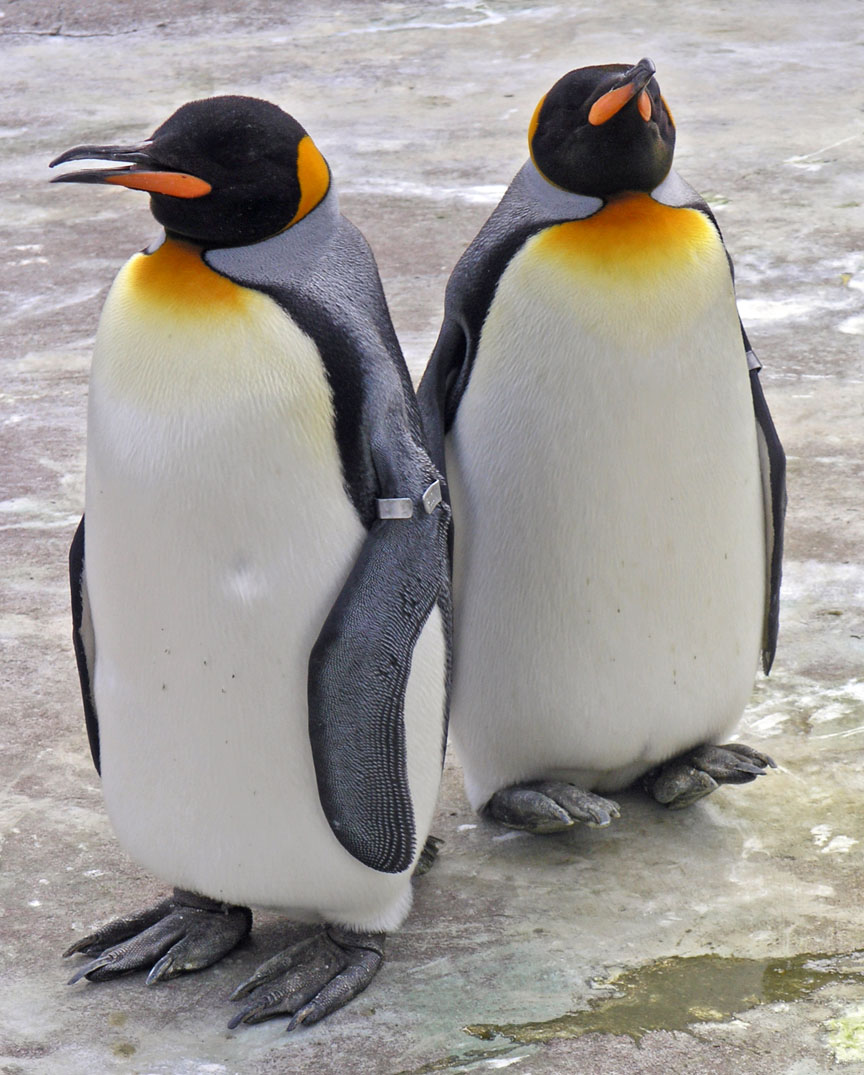
Els pingüins són un exemple d'ocells no voladors

Els ocells no voladors són aquells que més es diferencien estructuralment d'allò que s'entén com un ocell típic, en perdre una capacitat tan característica dels ocells com el vol.
Se suposa que tots els ocells no voladors són descendents d'altres que sí que ho eren. En algunes espècies resulta obvi, com són aquelles que pertanyen a grups en què la majoria de les espècies són voladores. És el cas dels ràl·lids no voladors o del corb marí de les Galápagos.
El canvi més patent que acompanya la pèrdua de la capacitat de volar és la reducció dels ossos i musculatura relacionada amb el vol, i en resulten unes ales molt curtes i una quilla absent o molt reduïda, ja que no és necessària per a l'ancoratge de la musculatura del vol.

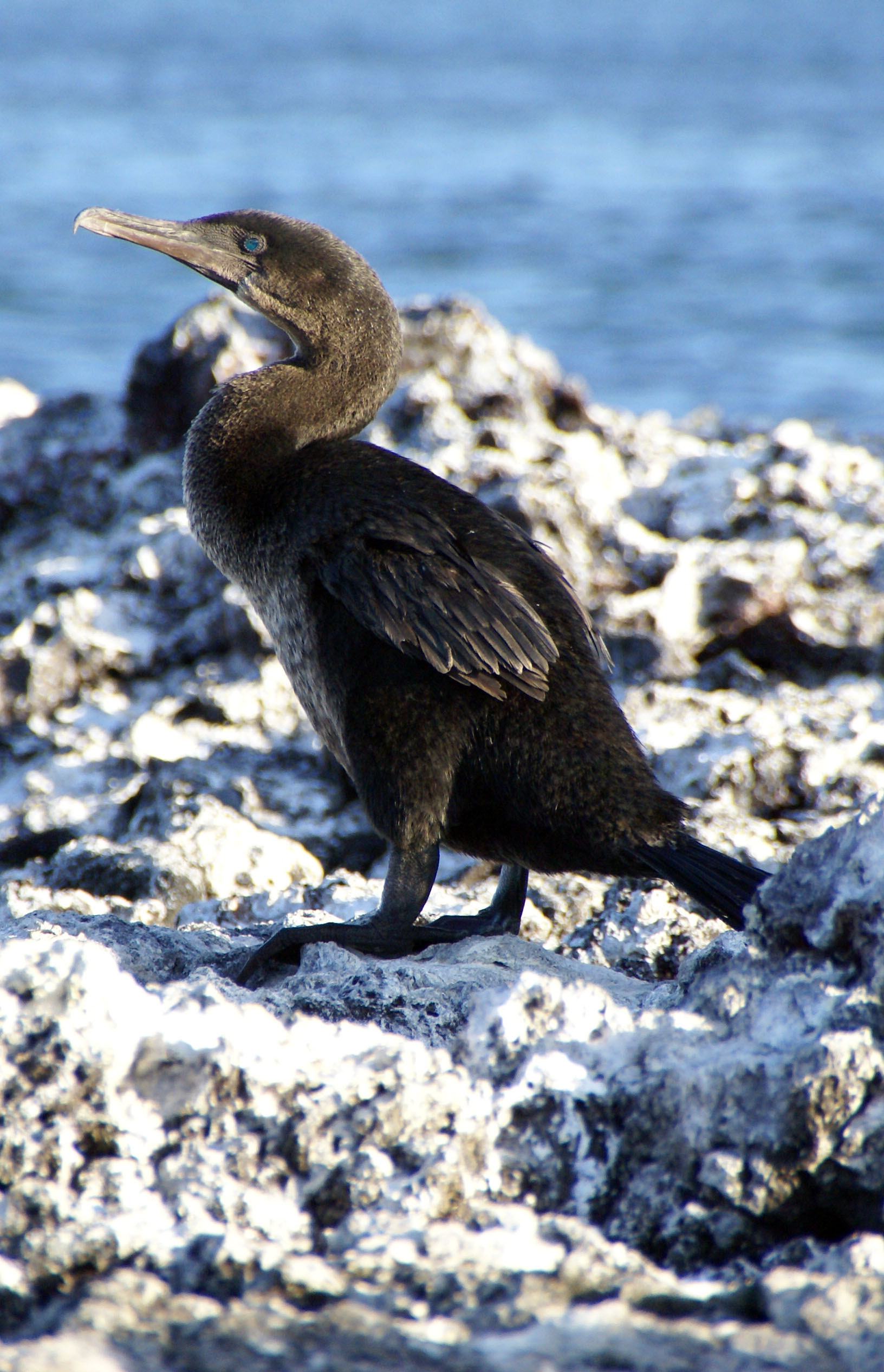
El corb marí de les Galápagos és l'única espècie no voladora de la seva família

Quan un ocell viu en un ambient on manquen els predadors, la capacitat de volar, amb la despesa d'energia que això significa, pot no resultar avantatjosa. Aquest és el cas d'illes remotes on, sovint, s'han desenvolupat espècies sense capacitat per volar, com és el cas del kagú, el kakapú i altres. Aquestes espècies són molt vulnerables als canvis en les condicions, com de fet ha passat amb l'arribada de l'ésser humà i els animals que l'acompanyen.
Un altre grup en serien els ocells marins com els pingüins, el gran gavot i altres.
Un tercer grup en serien aus molt grans, que poden refiar la seva seguretat tant en la velocitat com en la força, com és el cas d'estruços, casuaris, emús i nyandús, o encara més grossos, les extintes aus elefants i els moes.

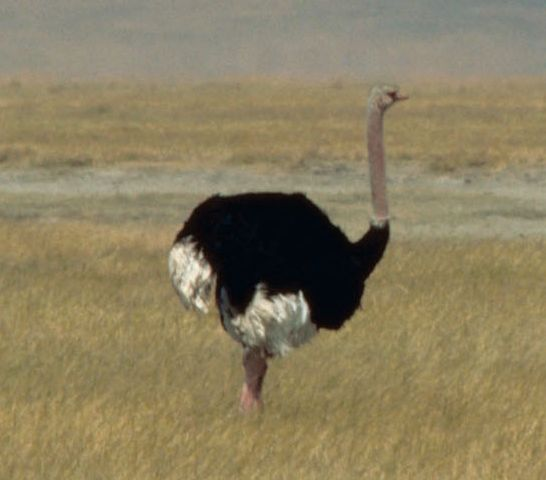
Estruç

Nova Zelanda és el lloc on més espècies d'aus no voladores es concentren (com els kiwis, diverses espècies de pingüins i el takahe). La raó n'és que fins fa uns mil anys, amb l'arribada dels humans, no hi havia grans depredadors terrestres en aquestes illes, i els principals depredadors eren aus voladores.
L'ocell no volador més petit en l'actualitat és el rascló de l'Illa Inaccessible (Atlantisia rogersi) que fa una llargària de 12,5 cm i un pes de 34,7 g. El més gros d'entre tots els ocells és l'estruç, que fa 2,7 m i 156 kg. Algunes espècies extintes eren més petites que la primera (per exemple Xenicus lyalli) i altres més grosses que l'estruç (com ara Aepyornis maximus).